# 明石家ジャパン
明石家ジャパン（あかしやジャパン）は、明石家さんまが司会の冠番組で、朝日放送の特別番組。星野仙一も出演している。

## 第1弾
- 放送日時・2003年11月10日20:00 - 21:48(JST)
- タイトル「さんまVS星野!笑いと涙の日本シリーズスペシャル・2時間しゃべりたおし」

リーグ優勝を果たした2003年(当時)の阪神タイガースの選手を招き、星野仙一らと裏話を暴露しあう。
- 平均視聴率(ビデオリサーチ調べ)関東地区13.4%、関西地区33.4%

### スタッフ
- ナレーション : 垂木勉
- 総合構成 : 伊藤正宏
- 構成 : 藤沢めぐみ、張眞英、西田哲也
- SW : 田原恒則
- VE : 吉田健一
- 撮影 : 浅井信博
- 音声 : 薮田吉毅
- 照明 : 田中一捕
- 音効 : 岡戸久幸
- VTR編集 : 平原卓治
- MA : 新野真
- 美術P : 田中彰洋（ABC）、吉木崇
- セットデザイン : 小川由紀夫
- 大道具 : 未来企画、つむら工芸
- 小道具 : アビリティー、高津商会
- 電飾 : ワンダーライト
- 生花 : 百花園
- メイク : ビーム
- スタイリスト : スタジオ・セルズ
- モニター : インターナショナルクリエイティブ
- 編集 : 増田直人
- MA : 阿世知貴彦
- TK : 東野未有希
- デスク : 楠本芳子（ABC）
- 広報 : 梅村陽子・黒川幸子（ABC）
- 阪神担当プロデューサー : 金子誉（ABC）
- 阪神担当ディレクター : 東野裕・大西寿和・中村大輔・本田民樹・白井良平（ABC）
- FD : 佐々木匡哉（ABC）、黒田源治（SSSystem）
- チーフディレクター : 古賀謙一
- 総合演出 : 井口毅・清水雄一郎（ABC）
- プロデューサー : 藤田和弥（ABC）
- 資料協力 : スポーツニッポン
- 資料映像 : テレビ朝日、メ〜テレ、ABCリブラ
- 技術協力 : 東通、テレテックメディアパーク
- ロケ技術協力 : SPOT、ABCビデオサービス、IMAGICA
- 美術協力 : テレビ朝日クリエイト、フジアール
- 収録スタジオ : 東京タワー芝公園スタジオ
- 協力 : 阪神タイガース、日刊スポーツ
- 企画協力 : 河野康弘（吉本興業）、板東あつ子（メイワーク、板東英二の妻）
- 制作・著作 : ABC（朝日放送）

## 第2弾
- 放送日時・2005年3月10日23:17 - 24:10(JST、関西ローカル)
- タイトル「明石家ジャパン～あぁメジャーになりたい!知られざる日本代表選手の叫び」
- ・カバディ、ペタンク、フィーエルヤッペン、古式泳法、女子スキージャンプ、新相撲、セーリング

マネージャーのくりぃむしちゅーや板東英二や岩佐真悠子が、マイナースポーツの楽しさを教えながら、マイナースポーツで北京オリンピックを目指す人々を応援していく。

### スタッフ
- ナレーション：立木文彦
- 構成：伊藤正宏、そーたに、藤沢めぐみ・張眞英、長谷川大雲、一文無隼人
- 技術
  - TP：高瀬義美
  - SW：高田治
  - CAM：小川利行
  - VE：宮本学
  - LD：藤井梅雄
- 美術
  - プロデューサー：杉川廣明
  - デザイン：坪田幸之
  - 進行：小山千香子
  - 大道具：葛西剛太
  - メイク：高梨由美子
  - アクリル装飾：渋谷哲也
  - CG：岡田昌登、赤井俊彦
- 編集：稲垣浩二
- MA：竹岡良樹
- 音効：高田智彰
- TK：荒井順子
- PR：野尻勝弘、渡邊亜希子（以上ABC）
- 協力：吉本興業、オフィスメイ・ワーク、プライムワン・ニユーテレス、フジアール、テイクスタジオ、ビジュアルコミュニケーションズ、オムニバス・ジャパン、FLT、JAX・FLYING2、アクロスザユニバース
- 映像協力：テレビ朝日、北海道テレビ放送、NHK、北海道文化放送
- 取材協力：日本新相撲連盟、全日本スキー連盟
- 資料協力：岩国美術館、大阪城天守閣、国立歴史民俗博物館、米沢市上杉博物館
- ディレクター：西原伸治、奥田隆英、備前善幸、宮久乃、高橋匠、田村賢
- FD：斑目達史
- AP：廣瀬益己
- デスク：小西菜生佳
- 演出：三木康一郎
- プロデューサー：井口義朗、花苑博康
- 総合演出：井口毅（ABC）
- チーフプロデューサー：藤田和弥（ABC）
- 制作協力：日本テレワーク
- 制作・著作：ABC（朝日放送）

## 第3弾
- 放送日時・2005年10月21日20:00 - 21:54
- タイトル「さんまVs星野本日限り!史上最強TVショップ 明石家ジャパン」

世界中の凄い商品をVTRで紹介するほか、世に埋もれているマイナー商品を見つけ出し、プレゼンターのくりぃむしちゅーがバイヤーに売りつける。
- LotNo.6…ランドウォーカーに打たれる的になったのはレイザーラモンHG
- LotNo.9…スタジオで湯牧民の中に入っていたのは赤松寛子

- バイヤー
  - ドン・キホーテ
  - ミニストップ
  - Yahoo! JAPAN
  - 板東商店(店主・板東英二、番頭・若槻千夏)
- 平均視聴率(ビデオリサーチ調べ):関東地区11.4％

### スタッフ
- ナレーター : 古谷徹、小松由佳
- 構成 : 伊藤正宏、そーたに
- 企画 : 森本英一郎
- チーフプロデューサー : 藤田和弥
- 技術協力 : ニユーテレス、FLT
- 美術協力 : フジアール
- 収録スタジオ : テイクスタジオ（第3弾）
- 制作協力 : 社員（第3弾）
- 制作・著作 : ABC（朝日放送）